# Patricia Ja Lee
Patricia Ja Lee (Pasadena, 19 luglio 1975) è un'attrice televisiva e doppiatrice statunitense.

## Filmografia parziale

### Attrice
- Power Rangers Turbo - serie TV, 28 episodi (1997)
- Power Rangers in Space - serie TV, 43 episodi (1998)
- Power Rangers Lost Galaxy - serie TV, 2 episodi (1999)
- In dieci sotto un tetto (I Do, They Don't) - film TV (2005)
- ASOS Brigade (2006)

### Doppiatrice
Serie TV
- Creepy Crawlers - 21 episodi (1994-1995)
- Serial Experiments Lain - 12 episodi (1998)
- Ghost in the Shell: Stand Alone Complex - 51 episodi (2002-2005)
- Raki suta: Lucky Star - 6 episodi (2007)

Videogiochi
- Resident Evil 5: Lost in Nightmares (2010)
- Resident Evil 5: Desperate Escape (2010)
- Resident Evil: The Mercenaries 3D (2011)